# A Dallas Stars vezetőedzőinek listája
A Dallas Stars egy profi jégkorong csapat az észak-amerikai National Hockey League-ben. A Minnesota North Stars jogutódja, a csapat az 1993–1994-es NHL-szezon előtt Dallasba költözött.
| #  | Név            | Időköz    | Alapszakasz | Alapszakasz | Alapszakasz | Alapszakasz | Alapszakasz | Alapszakasz | Rájátszás | Rájátszás | Rájátszás | Rájátszás | Eredmény                                                                                                   |
| #  | Név            | Időköz    | MSz         | Gy          | V           | D/HV        | P           | Gy%         | MSz       | Gy        | V         | Gy%       | Eredmény                                                                                                   |
| -- | -------------- | --------- | ----------- | ----------- | ----------- | ----------- | ----------- | ----------- | --------- | --------- | --------- | --------- | --- |
| 1  | Bob Gainey     | 1993–1995 | 171         | 070         | 071         | 030         | 170         | .497        | 14        | 06        | 08        | .429      | |
| 2  | Ken Hitchcock  | 1995–2001 | 503         | 277         | 154         | 072         | 626         | .622        | 80        | 47        | 33        | .588      | Elnöki trófea győztes: 1998, 1999 Stanley-kupa győztes: 1999 Clarence S. Campbell Bowl győztes: 1999, 2000 |
| 3  | Rick Wilson    | 2001      | 032         | 013         | 011         | 08          | 034         | .531        | —         | —         | —         | —         | |
| 4  | Dave Tippett   | 2002–2009 | 492         | 271         | 156         | 065         | 607         | .617        | 47        | 21        | 26        | .447      | |
| 5  | Marc Crawford  | 2009–2010 | 164         | 079         | 060         | 025         | 183         | .557        | —         | —         | —         | —         | |
| 6  | Glen Gulutzan  | 2011–2013 | 130         | 064         | 057         | 09          | 137         | .527        | —         | —         | —         | —         | |
| 7  | Lindy Ruff     | 2013–2017 | 328         | 165         | 122         | 041         | 371         | .565        | 19        | 09        | 10        | .474      | |
| –  | Ken Hitchcock  | 2017–2018 | 082         | 042         | 032         | 08          | 092         | .561        | —         | —         | —         | —         | |
| 8  | Jim Montgomery | 2018–2019 | 113         | 060         | 043         | 010         | 130         | .597        | 13        | 07        | 06        | .538      | |
| 9  | Rick Bowness   | 2019–2022 | 176         | 089         | 062         | 025         | 203         | .577        | 33        | 17        | 16        | .529      | |
| 10 | Peter DeBoer   | 2022–2025 | 246         | 149         | 068         | 029         | 327         | .665        | 56        | 29        | 27        | .518      | |